# União das Freguesias de Paredes de Coura e Resende
Die União das Freguesias de Paredes de Coura e Resende ist eine portugiesische Gemeinde (Freguesia) im Kreis (Concelho) Paredes de Coura im Nordwesten Portugals.

## Geschichte
Die Gemeinde entstand im Zuge der Gebietsreform vom 29. September 2013 durch die Zusammenlegung der ehemaligen Gemeinden Paredes de Coura und Resende. Paredes de Coura wurde Sitz der neuen Verwaltung.

## Demographie
| Freguesia | Freguesia                  | Freguesia | Freguesia       | ehemalige Freguesias | ehemalige Freguesias | ehemalige Freguesias | ehemalige Freguesias |
| --------- | -------------------------- | --------- | --------------- | -------------------- | -------------------- | -------------------- | -------------------- |
| Wappen    | Freguesia                  | Einwohner | Fläche in (km²) | Wappen               | Freguesia            | Einwohner            | Fläche in (km²)      |
|           | Paredes de Coura e Resende | 2011      | 5,84            |                      | Paredes de Coura     | 1598                 | 2,76                 |
|           | Paredes de Coura e Resende | 2011      | 5,84            | Resende              | 518                  | 3,08                 |                      |